# Bezudidlové ježdění

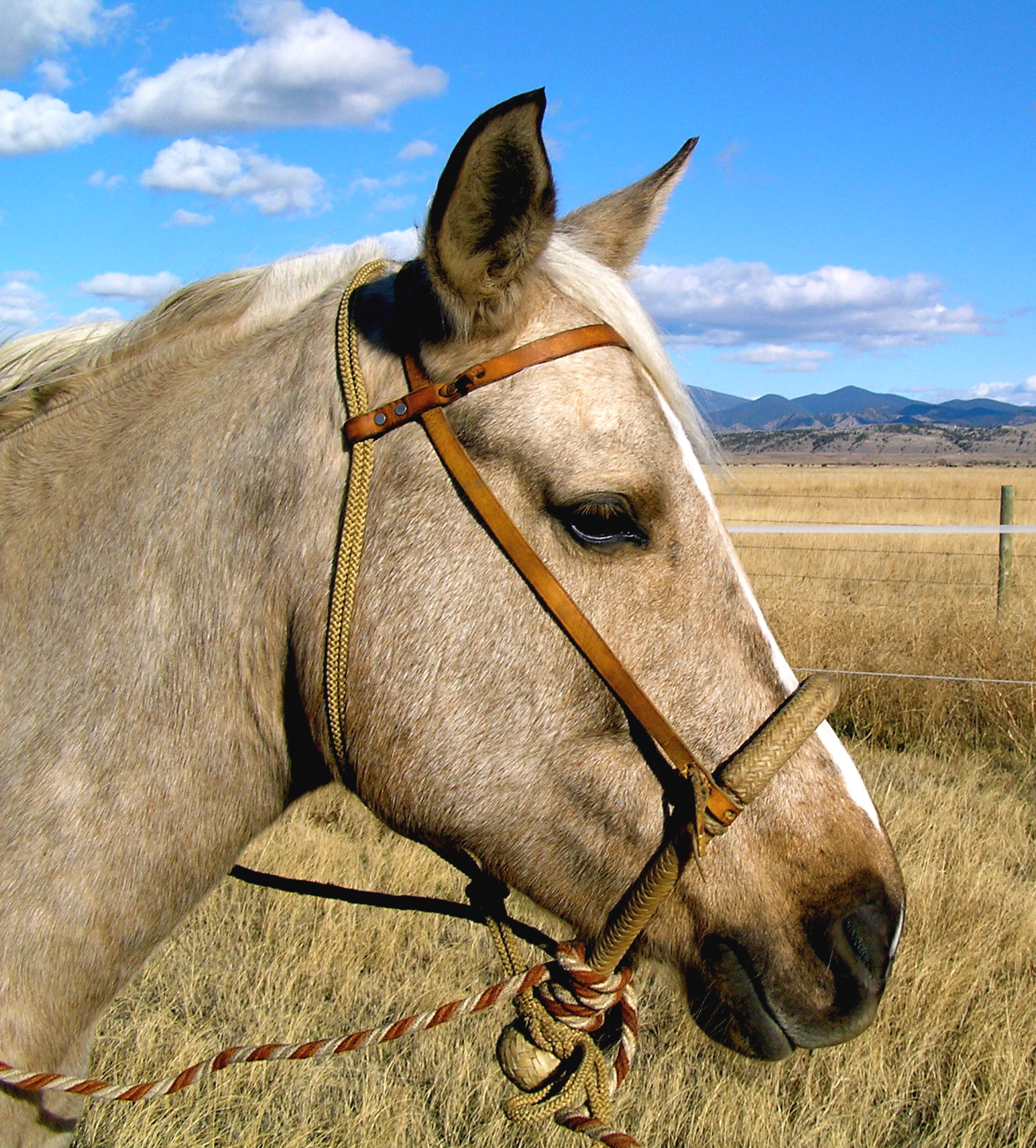
Bosal s připojeným mecate a fiadorem

Bezudidlové ježdění je alternativní metodou přispívající k většímu pohodlí koně. Vyhledávaná je především rekreačními, ale stále více i profesionálními jezdci, kteří hledají lepší souznění s koněm. Ve westernovém ježdění jde o poměrně známou věc s tradicí na divokém západě. Tento způsob vedení koně má mnoho variant, z nichž některé mohou působit stejně ostře, nebo i ostřeji než udidlo, obzvláště v nezkušených rukou, proto je zapotřebí i s nimi nakládat s citem a ne jako s prostředkem pro udržování jezdcovy rovnováhy.

## Původ
Už na prvních domestikovaných koních se pravděpodobně jezdilo s nějakým typem nánosníku, vyrobeném z pruhů kůže nebo provazu, nicméně se tyto postroje pravděpodobně rychle rozpadaly, proto je obtížné najít o nich archeologický důkaz. Prvním uměleckým důkazem o použití nánosníku je ilustrace syrského jezdce, pocházející přibližně z roku 1400 př. n. l. Mezi domestikací prvních koní mezi lety 4500–3500 př. n. l. a nejstarším nalezeným udidlem, které spadá do doby mezi lety 3500–3000 př. n. l. však uplynula poměrně dlouhá doba, po kterou byli koně pravděpodobně ježděni bezudidlově.
Ve starověké Mezopotámii byla kolem roku 500 př. n. l. obvyklá forma postroje těžký pletený nánosník podobný dnešnímu bosalu.
Hojně byl tento typ uždění využíván na západě ve westernovém jezdeckém stylu. Nejpoužívanější byl právě bosal, který už od konce 18. století využívali místní indiáni k nahánění dobytka.

## Použití
Princip bezudidlového ježdění je založen na působení tlaku především na nos a na týl koně, nikoli však na hubu koně.
Používáno může být například na mladé, nebo čerstvě obsednuté koně. Doporučováno je zejména na období výměny zubů ve věku tří až pěti let. Od jezdce však tento způsob vyžaduje jemnou ruku, protože při tvrdém zacházení může koni způsobit zranění na citlivých částech hlavy a ublížit více než obyčejné kroužkové udidlo.
Ostrost pomůcky záleží zejména na materiálu ze kterého je vytvořena, jeho tloušťce a na umístění nánosníku na nose koně, čím je nánosník užší a čím níže je umístěn, tím působí ostřeji. Nánosník nesmí být umístěn tak vysoko, aby při zatažení narážel do jařmové kosti (kostěného výstupku pod okem koně), avšak nesmí být níže než čtyři prsty nad horním okrajem nozder. Pod touto hranicí by omezoval dýchání a mohl by nenávratně poškodit nosní kůstky.
Bezudidlové uždění musí koni přesně padnout, aby se působením na nánosník koni na hlavě nepřetáčelo, zabráníte tak možnému odření nebo u některých typů tlačení lícnice na oko koně.

## Soutěžní ježdění
Ve westernovém ježdění jsou v některých soutěžích kategorie junior (koně ve věku 3–6 let) a open (otevřená pro všechny) je povolen bosal, bezudidlová uzdečka a mechanické hackamore nejsou však ve většině soutěží povoleny.
V klasickém ježdění není žádné bezudidlové uždění povoleno s výjimkou některých skokových a vytrvalostních soutěží. Přes snahu zastánců bezudidlového ježdění ke změně pravidel zatím nedošlo.

## Druhy

### Kalifornský bosal (klasické hackamore)
Bosal je označení pro poměrně těžký, pevný nánosník se syrové kůže („rawhide“), ohnutý do oblouku okolo nosní kosti a pod bradou koně zakončený velkým uzlem. Tradičně je připojen k tzv. mecate, to je 7 metrů dlouhé lano spletené z koňských žíní, které slouží jako vodítko, či otěže. Celý bosal je napojený na westernovou uzdečku bez udidla. Pro větší stabilitu se navíc připojuje tzv. fiador, což je provaz, vedoucí od velkého uzlu na bosalu pod žuchvou a přes týl, to zabraňuje houpání bosalu na nose koně a tím i jeho narážení do nosní kosti. Tento typ uždění je kostruován pro westernový styl ježdění na volné otěži a vedení koně pomocí „neckreiningu“ – přikládání otěží na krk koně. Jde o prostředek k přátelské komunikaci vhodný pro dobře přiježděné koně.

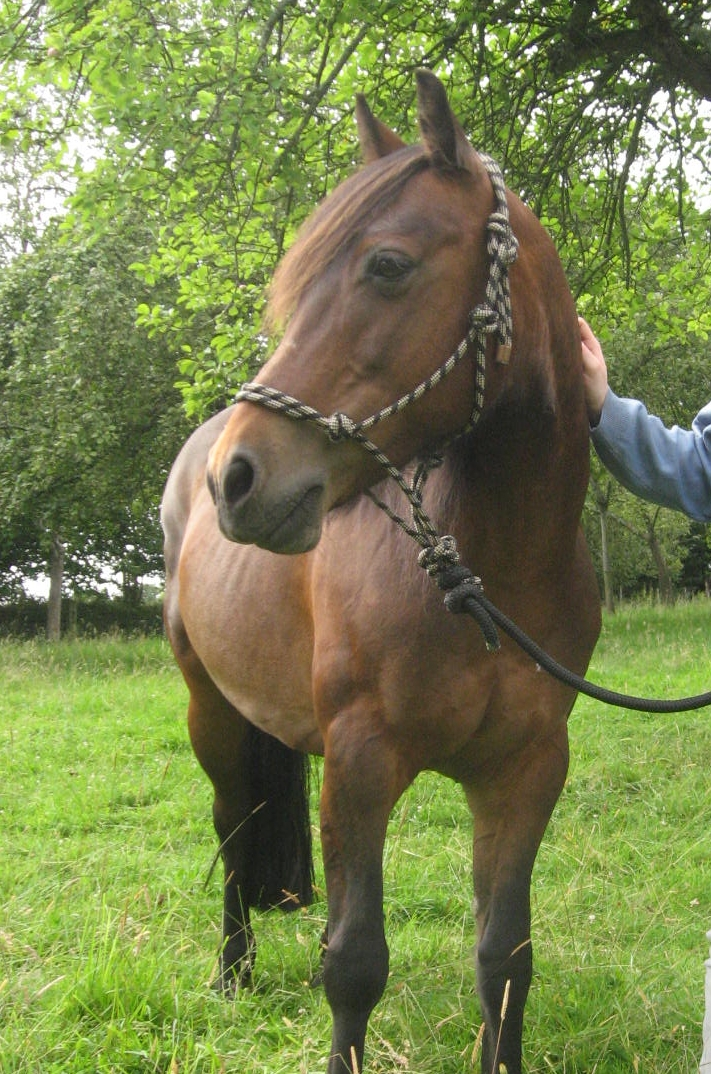
Klasická provazová ohlávka bez postranních kroužků

### Provazová ohlávka
Oblíbená a snadno dostupná pomůcka pro bezudidlové ježdění a komunikaci s koněm. Bývá vyrobena z pevného, hladkého jachtařského lana u průměru okolo 6 mm. Samotnou ohlávku není při troše šikovnosti nijak nesnadné vyrobit přímo na míru svému koni. skládá se ze zdvojeného nánosníku, který může být navíc opleten kontrastní barvou, lícnic, uzlu fiadoru, zakončeného pod bradou koně dvěma oky pro připevnění otěží a nátylníku s volným koncem a okem pro zavázání ohlávky. Jak samotné provazy, tak i možné oplety na nánosník nabízejí obrovskou škálu barevných variant. vedení koně probíhá přes otěže, zapojené do uzlu fiadoru pod bradou, který působí tlakem na nos a týl pro zastavení, nebo tlakem na lícnice pro pohyb do strany. Správně padnoucí ohlávka navíc působí přes uzly po stranách nánosníku na akupresurní body na nose koně. Některé typy jezdecké provazové ohlávky mají navíc po obou stranách nánosníku kovové kroužky k připnutí otěží a umožňuje tak přesnější působení tlaku a je tak více podobná typu sidepull. Ačkoli v necitlivých rukou může jít o poměrně ostrý prostředek, provazová ohlávka poskytuje možnost jemné komunikace s koněm a umožňuje dokonce ježdění na přilnutí.

### Side pull
Side pull (v překladu tahat do strany) se vzhledem podobá klasické uzdečce, vedení koně probíhá přes kožený nánosník, který je volně napojen na lícnice tak, aby se mohl při jednostranném tahu za otěž posunovat, podbradní řemen je nastaven tak, aby společně s nánosníkem přiléhal okolo nosu koně a zajišťuje tím stabilitu. Tento druh uždění umožňuje jak lateální ohýbání (ohýbání krku koně do strany), tak jízdu na přilnutí. Side pull působí při zatažení otěží výhradně na nánosník, v případě tahu za jednu otěž působí na lícnici, proto je jeho ovládání velice podobné jízdě na udidle. Vzhledem k poměrně úzkému a tudíž i ostrému nánosníku je vhodný spíše do zkušenějších rukou, je-li však zhotoven z měkké kůže. jde o velmi jemné uždění.

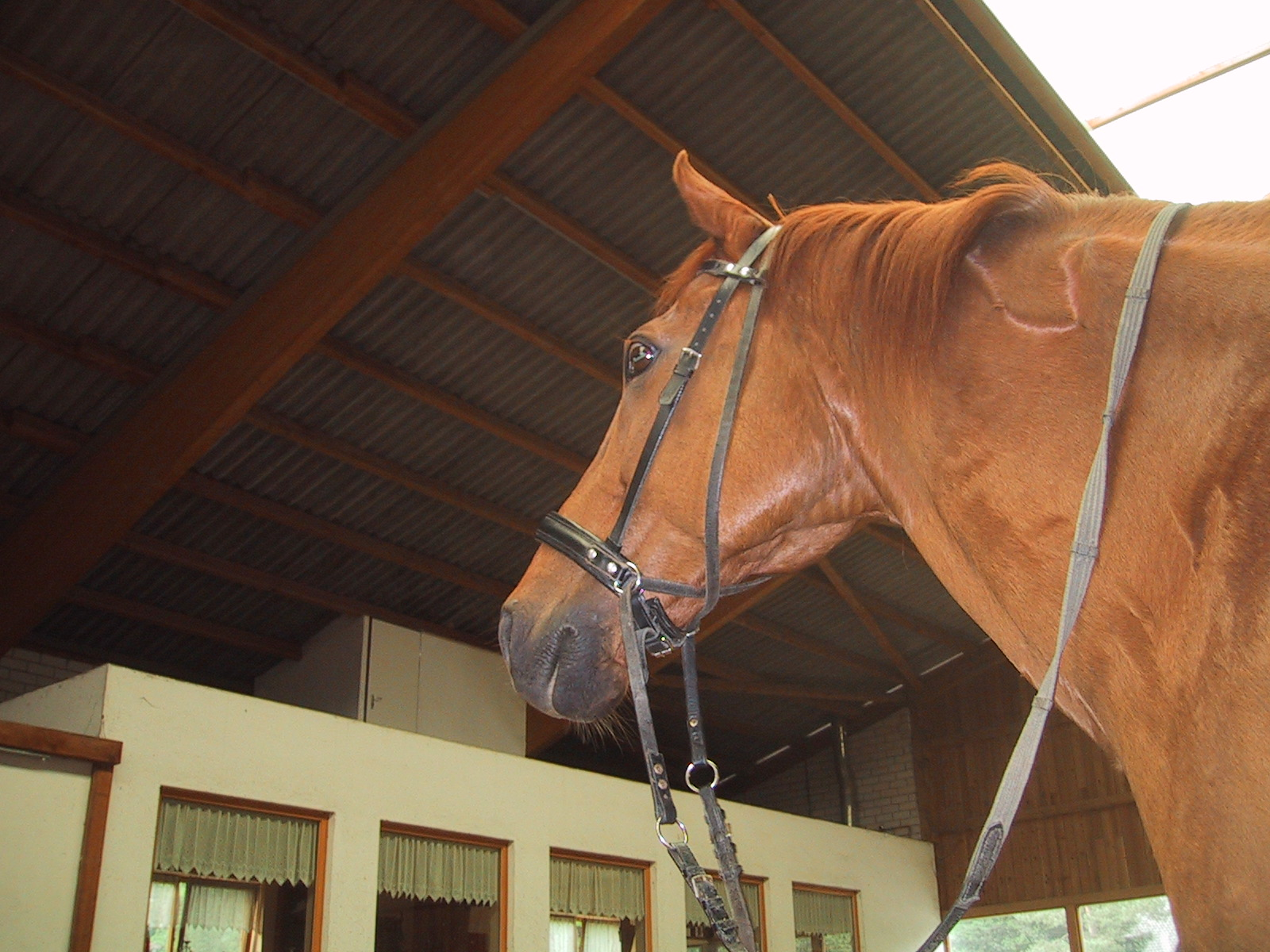
Bezudidlová uzdečka – pohled zespodu na překřížení pod žuchvami

### Bezudidlová uzdečka
Jde o patentovaný výrobek, který vyvinul roku 1999 americký veterinář dr. Cook. Bezudidlová uzdečka, v originále „Bittless bridle“, je založena na zcela jiném principu než ostatní uždění. Otěže vedou od nátylníku křížem pod žuchvami a skrz kroužky po stranách nánosníku, jimiž otěže při tahu prokluzují. Při zatažení za jednu otěž působí uzdečka tlakem na stejnostrannou stranu nosu a opačnou stranu týlu. Zároveň působí zespoda na čelist koně. Díky kladkovému efektu je potřeba jen poměrně malé síly k vedení koně, proto je vhodnou alternativou pro koně, kteří jsou v terénu špatně ovladatelní. Její nevýhodou je, že uvolnění od tlaku otěží pocítí kůň s malou prodlevou, proto není možné jeho správné načasování. Není určena pro jízdu na přilnutí a není příliš vhodná ani pro jízdárenskou práci, ale je bezpečnou a příjemnou pomůckou pro jízdu v terénu.

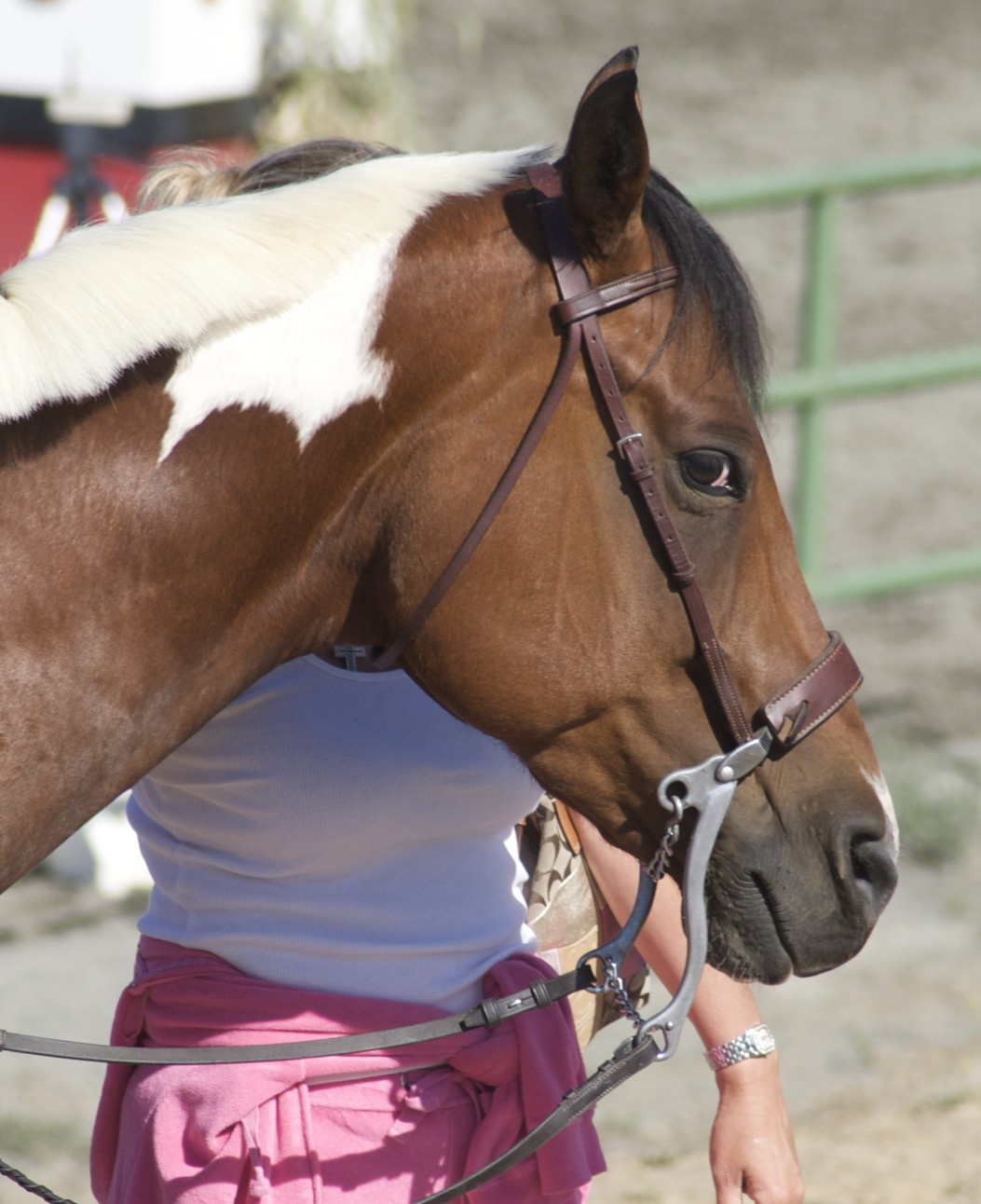
Mechanické hackamore

### Mechanické hackamore
Velice ostré uždění které se skládá z nánosníku s kovovým jádrem, připojeného k lícnicím a dvěma kovovým ramenům páky. Zejména na parkurových závodech bývá často kombinován s udidlem. Nejde o jemnější prostředek poskytující koni více pohodlí, ale o silný donucovací prostředek s až pětinásobným silovým účinkem na nos koně. Síla působení mechanického hackamore je úměrná délce ramen, která působí na nos koně pákovým efektem. Jde o všeobecně nevhodné uždění které může koni velice ublížit, proto nepatří do nezkušených rukou.

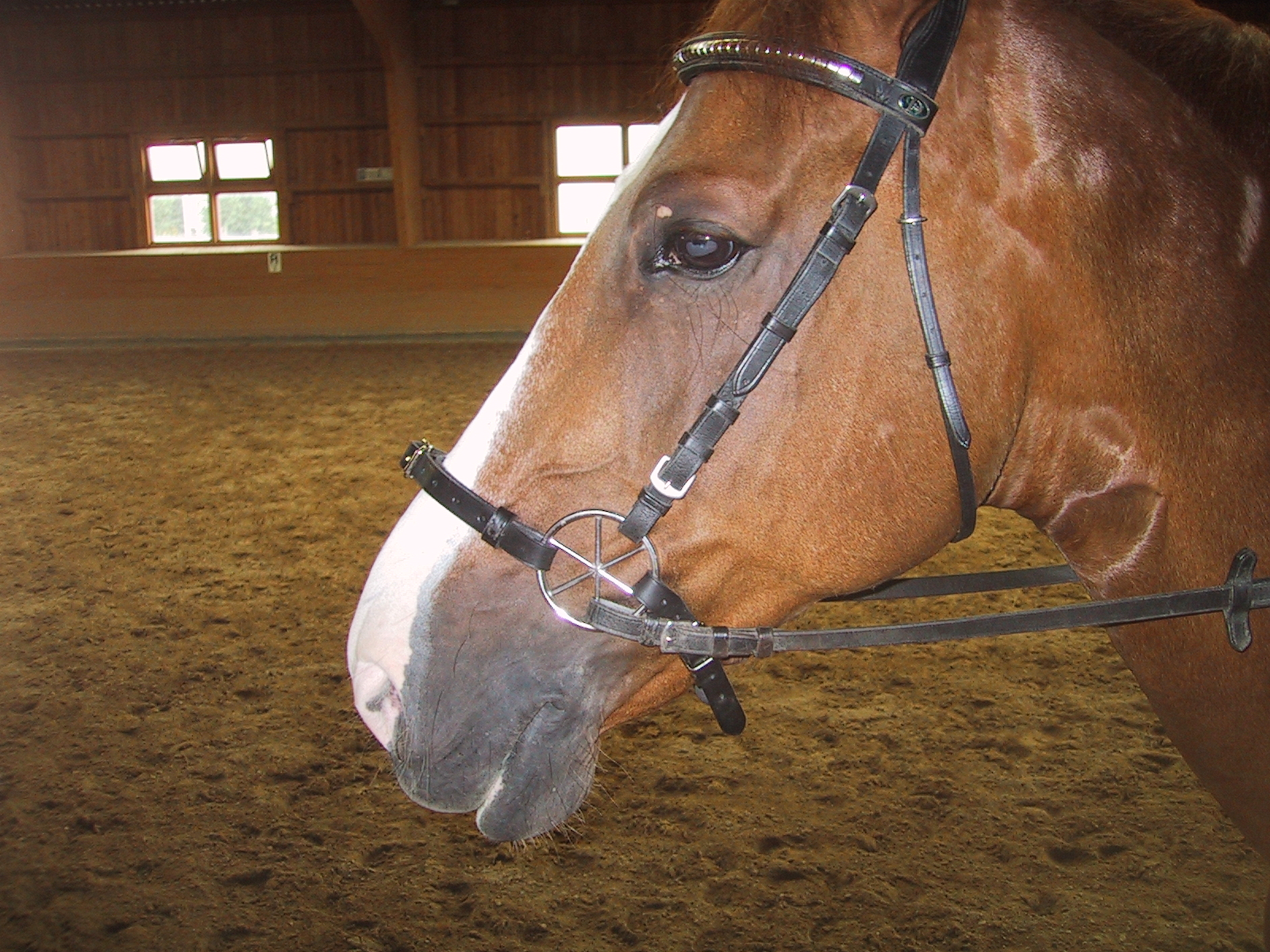
LG bridle

### LG bridle
Málo známý druh uždění, podobající se účinkem mechanickému hackamore, mělo by však jít o jemnější variantu. Nánosník je tvořen pruhem kůže a namísto k ramenům páky je připojen ke kovovým kroužkům, rozděleným na šestiny, do nichž jsou zapnuty otěže. Při zatažení za otěže dojde k jejich pootočení a tím i k sevření nosu. Nevýhodou tohoto uždění však je, že při pohybu kroužků se hýbou i lícnice a dochází tak k odírání hlavy koně.